# パシフィック・ウエスタン大学
パシフィック・ウエスタン大学（英語: Pacific Western University）は、2006年までハワイ州に存在した非認定の大学である。アメリカン・パックウェスト国際大学（英語: American PacWest International University）という別名も有していた。
ナイトクラブの経営者がサイド・ビジネスで始めた、ニセ学位授与機関（ディプロマミル）であり、教育や学術とは無関係で、博士号の濫発で知られる未認可大学。
大学の日本事務局の公式サイトの記述によれば、1987年より日本人相手の学位販売を始めたことになっている。
2006年の5月9日には州立裁判所は、欠席裁判によって州に有利な判決を下し、パシフィック・ウエスタン大学の運営中止、50万ドルの刑事罰を命じた。ハワイ州は2000年以降、66の未認可校に法的措置をとってきた。

## 関連人物
- 福永法源（宗教家）
- 志太勤一[6]（実業家・シダックス社長）
- 高坂克巳（UFO研究家・竹内文書研究家）
- 原田実（作家）
- 邵錦（気功師）
- 吉村作治（考古学者）
- 茶園義男（歴史家）
- 水野晴郎（映画評論家・タレント）
- 川名孝一（造園家・作庭家）
- ビング・ワ・ムタリカ（アフリカの政治家）
- 岡田純也（児童文学研究者）
- タパナ・ブンラー（タイの政治関係者・実業家）